# Comté de Murilla
Le comté de Murilla est une zone d'administration locale dans le sud-est du Queensland en Australie.
Le comté comprend les villes de :
- Miles ;
- Condamine ;
- Dulacca ;
- Drillham.